# 綾乃れな
綾乃 れな（あやの れな、9月9日 - ）は、日本の漫画家、イラストレーター。女性。新潟県在住。

## 概要
2002年、「シークレットかふぇ」で『コミック魔翔』（現『コミックマショウ』、三和出版）よりデビュー。
『COMICペンギンクラブ山賊版』（辰巳出版）・『COMIC RIN』（茜新社）・『COMICポプリクラブ』（マックス）等を経て、2010年『DENGEKI HIME（電撃姫）』（アスキー・メディアワークス）にて『ヴァンヴィーな!』で一般誌デビュー。
2011年、『さくらハーツ』（日本文芸社）5号 ～ 2012年9号まで『アリカ アライブ』を連載。同年『DENGEKI HIME（電撃姫）』9月号別冊『HIMEコミ』にて、PCゲーム『ぽちとご主人様♡』（原作：SkyFish poco）のコミカライズを読み切りにて掲載。同年『DENGEKI HIME（電撃姫）』12月号から2012年7月号まで、同作『ぽちとご主人様♡』を連載。
2012年、『俺が妹と結婚しているのはないしょだ』を『コミックヘヴン』（日本文芸社）3号 ～ 2013年8号まで連載。同作単行本発売後、コミックヘヴン編集部のTwitter他にて連載再開が告知され、2014年『コミックヘヴン』（日本文芸社）11号から2015年20号まで連載。
2016年、『私のご主人様になりなさい!』を『コミックヘヴン』（日本文芸社）23号より連載を開始した。

## 作品リスト

### 一般向け
- 『アリカ アライブ』 日本文芸社『さくらハーツ』2011年Vol.5 ～ 2012年Vol.9、全1巻
  - 2012年8月9日発売[5]、ISBN 978-4-53713-109-3

- 『ぽちとご主人様♡』 原作：SkyFish poco、アスキー・メディアワークス『DENGEKI HIME（電撃姫）』2011年9月号・2011年12月号 ～ 2012年7月号、〈電撃ジャパンコミックス〉、全1巻
  - 2012年8月11日発売[6]、ISBN 978-4-04886-844-0

- 『俺が妹と結婚しているのはないしょだ』 日本文芸社『コミックヘヴン』2012年Vol.3 ～ 2013年Vol.8、2014年Vol.11 ～ 2015年Vol.20、全3巻
  1. 2013年12月9日発売[7]、ISBN 978-4-53713-109-3
  2. 2014年12月27日発売[8]、ISBN 978-4-53713-247-2
  3. 2015年12月9日発売[9]、ISBN 978-4-53713-376-9

- 『私のご主人様になりなさい!』 日本文芸社『コミックヘヴン』2016年Vol.23 ～ 2017年10月号、全2巻
  1. 2017年1月28日発売[10]、ISBN 978-4-53713-543-5
  2. 2018年1月29日発売[11]、ISBN 978-4-53713-689-0

### イラスト
- 『Fate騎士 Vol.6』  Fate/stay nightアンソロジー 表紙イラスト、2005年4月8日、ノアール出版、ISBN 4-86002-157-6

### 成人向け
1. 『はじめてのおんなのこ』 2003年4月30日発売、三和出版〈サンワコミックス〉、ISBN 4-88356-178-X
2. 『いいこと。』 2004年12月24日発売[12]、三和出版〈サンワコミックス〉、ISBN 4-88356-297-2
3. 『蜜月-honey moon-』 2006年1月25日発売、茜新社〈TENMA COMICS J〉、ISBN 4-87182-820-4
4. 『恋'S』 2006年7月31日発売[13]、三和出版〈サンワコミックス〉、ISBN 4-88356-365-0
5. 『やわあね』 2007年4月25日発行[14]、茜新社〈TENMA COMICS〉、ISBN 978-4-87182-905-2
6. 『あねてぃ』 2007年11月30日発行[14]、茜新社〈TENMA COMICS〉、ISBN 978-4-87182-954-0
7. 『いもうとD.S.』 2007年12月20日発売[15]、マックス〈ポプリコミックス〉、ISBN 978-4-90349-150-9
8. 『いもうとDX』 2009年3月26日発売[15]、マックス〈ポプリコミックス〉、ISBN 978-4-90349-193-6
9. 『僕の妹がこんなにエロいはずがない』 2010年5月27日発売[15]、マックス〈ポプリコミックス〉、ISBN 978-4-86379-025-4
10. 『いもうとジェラシー』 2010年10月25日発行[16]（2010年10月28日発売[17]）、茜新社〈TENMACOMICS RIN〉、ISBN 978-4-86349-185-4
11. 『シスコン -妹婚-』 2012年10月25日発売[15]、マックス〈ポプリコミックス〉、ISBN 978-4-86379-080-3
12. 『マンナカ』 2015年12月25日発売[18]、文苑堂〈BAVEL COMICS〉、ISBN 978-4-86117-225-0

### 単行本未収録作品
一般向け
- DENGEKI HIME（電撃姫）（アスキー・メディアワークス）
  - ヴぁンヴィーな!（2010年9、11月号）

成人向け
- コミックヒメクリ（FOX出版）
  - スキになる魔法（2004年7月号）
  - 少女小説の夜（2004年9月号）

- COMIC RIN（茜新社）
  - Gretchen am spinnrade（2008年9月号）[19]
  - はるうた（2009年1月号）[20]
  - 白玉乃湯へようこそ!（2009年7月号）[20]
  - 林檎食べた?シーッ!（2010年2月号）[21]
  - 白玉乃湯繁盛記（2010年3月号）[21]
  - リバースメモリアル（2010年6、8月号）[21]
  - ごろごろ☆したい（2011年2月号）[22]
  - 魔法陣でぐ～るぐる！（2011年5月号）[22]
  - ぱにっしゅめんと！（2011年7月号）[22]
  - 俺の妹と従姉妹が修羅場すぎる（2011年9月号）[22]

- COMICポプリクラブ（マックス）
  - 桐香漂流記（2014年9月号）[23]
  - まめポヨ（2014年12月号）[24]
  - まんけん（2015年3月号）[25]
  - かのいも☆パニック（2015年10月号）[26]

- COMIC天魔（茜新社）
  - DOGGY STYLE（2014年1月号）[27]